# U-94
O Unterseeboot 94 foi um submarino alemão do Tipo VIIC, que pertenceu  a Kriegsmarinee operou durante a Segunda Guerra Mundial.
O u-boot em seus 368 dias de patrulha no mar atacou 27 navios afundando 26 deles. O mercante brasileiro SS Cayrú estava nesta lista. Foi torpedeado e afundado no dia 8 de março de 1942, a 130 milhas náuticas a sudeste de Nova Iorque seu porto de destino. Foram mortos 47 tripulantes e 6 passageiros neste ataque. O bacalhoeiro português Maria da Glória registrado no porto de Aveiro foi uma outra vítima do U-94. O lugre de 3 mastros foi afundado a tiros de canhão em 5 de junho de 1942 no Atlântico Norte em uma posição ao sul da Groelândia, levando consigo 34 tripulantes de uma equipagem total de 44 homens. O pesqueiro partiu do porto de Lisboa e tinha pintado em seu costado uma grande bandeira de Portugal, identificando o navio como sendo de um país neutro.
O submarino foi ao fundo no Mar do Caribe em agosto de 1942 depois de um bem sucedido ataque de um bombardeiro Consolidated PBY Catalina pertencente a Patrol Squadron 92 (VP-92) da Marinha dos Estados Unidos, seguido de um outro ataque da corveta HMCS Oakville (K-178) da Marinha Real do Canadá. O U-94 ao subir pela última vez a superfície foi abalroado pela corveta canadense, seguido de uma ação de abordagem feita por dois marinheiros canadenses. O combate com mortos e feridos aconteceu no convés do submarino, com posterior invasão do interior do barco. O objetivo era a captura da máquina de códigos Enigma, tal intento não foi alcançado em consequencia da inundação do u-boot e seu rápido afundamento. Este ataque foi relatado em um livro da série Men of Valor They Fight For You editado em 1942 como material de propaganda de guerra.
Os sobreviventes da embarcação alemã e os marinheiros canadenses foram recolhidos pelo HMCS Oakville (K-178) e pelo contra-torpedeiro USS Lea (DD-118) da Marinha dos Estados Unidos. Os prisioneiros foram transferidos para a Base Naval da Baía de Guantánamo aonde foram interrogados.

## Características técnicas

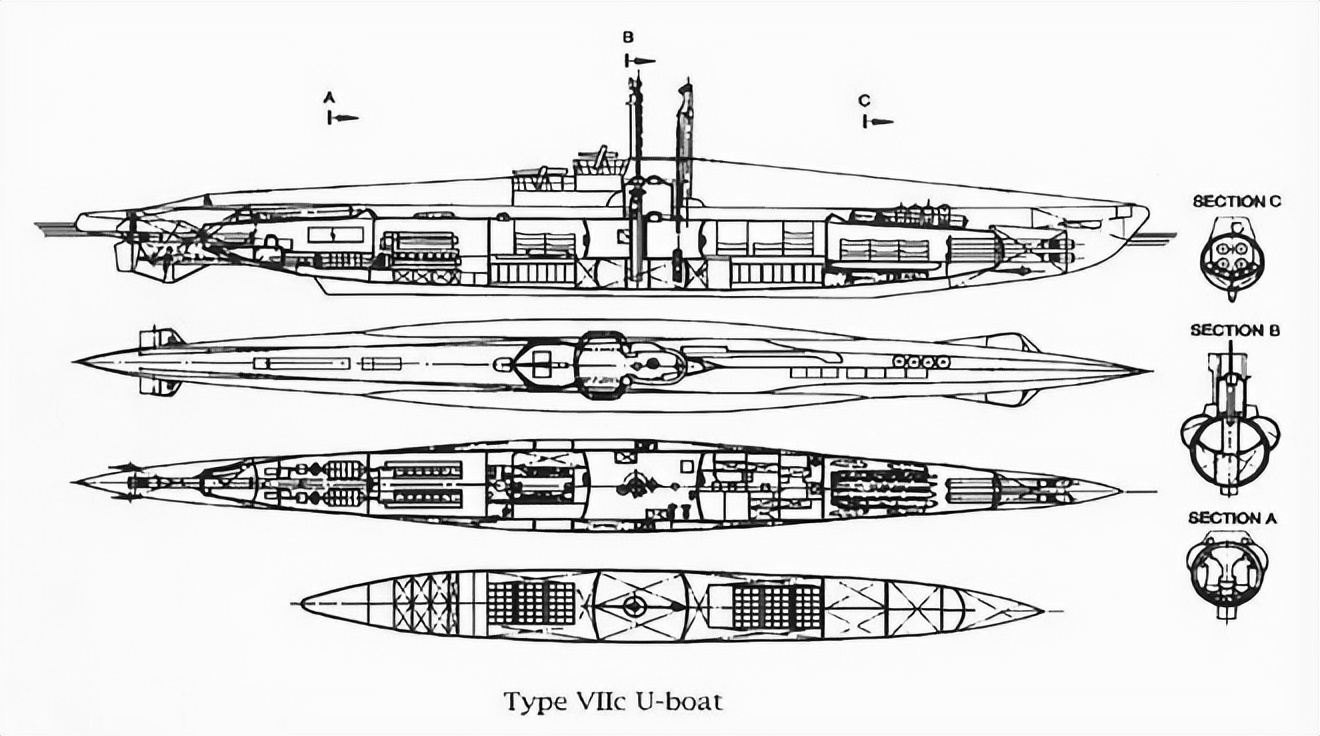
U-Boot Tipo VIIC

O U-94 pertenceu a classe de u-boot Tipo VIIC.

## Comandantes

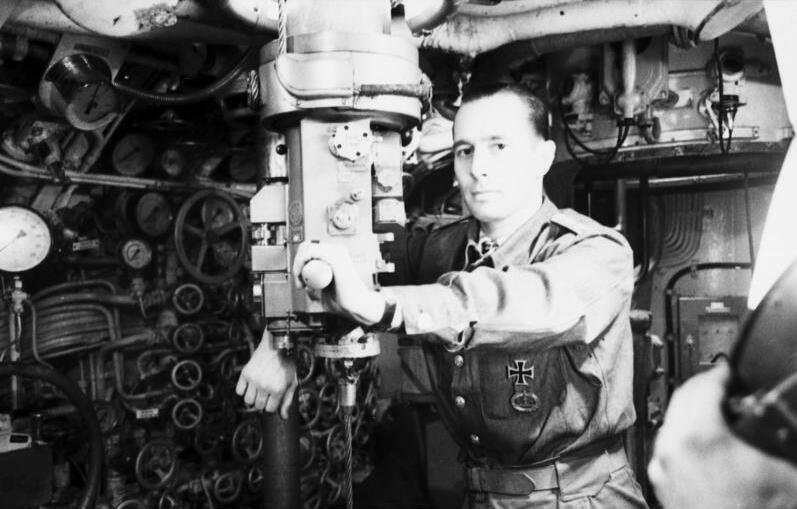
Kapitänleutnant Herbert Kuppisch em 1941

Herbert Kuppisch (1909-1943) o primeiro comandante do U-94 iniciou a sua carreira naval em 1933 sempre ligado a força de submarinos. Esteve a frente do u-boot U-58 no início da guerra, participando de oito patrulhas quando foram afundados 4 navios, em seguida foi comandante do U-94 por 178 dias. Assumiu funções em terra no Departamento de treinamento e formação de pessoal (Operationsabteilung beim B.d.U.) no final de 1941. Esteve também ligado ao Alto Comando da Kriegsmarine (Oberkommando der Marine). Retornou ao mar ficando por um curto período no comando do submarino de longo alcance U-516. O seu último barco foi o U-847 que em sua primeira patrulha de guerra foi afundado no Mar de Sargaços levando consigo toda a tripulação.
Otto Ites (1918-1982) ingressou na Kriegsmarine em 1936, servindo nos torpedeiros Kondor e Albatros. Em 1938 foi transferido para a força de submarinos alemã aonde foi oficial de observação nos u-boots U-51 e U-48. Em 1941 assumiu o comando do U-146 e em 45 dias de patrulha afundou 1 navio. O U-94 foi o seu último barco, depois de 5 patrulhas, 190 dias de mar e 14 navios afundados, foi feito prisioneiro de guerra quando o seu u-boot foi posto a pique por cargas de profundidade.
Os dois comandantes foram agraciados com a Cruz de Cavaleiro da Cruz de Ferro por seus feitos a frente do U-94.
| Comandante              | Período                                     |
| ----------------------- | ------------------------------------------- |
| Kptlt. Herbert Kuppisch | 10 de agosto de 1940 - 29 de agosto de 1941 |
| Oblt.zS. Otto Ites      | 29 de agosto de 1941 - 28 de agosto de 1942 |

Kptlt. (Kapitänleutnant) - Capitão-tenente 

Oblt.zS. (Oberleutnant) - Primeiro-tenente

## Operações

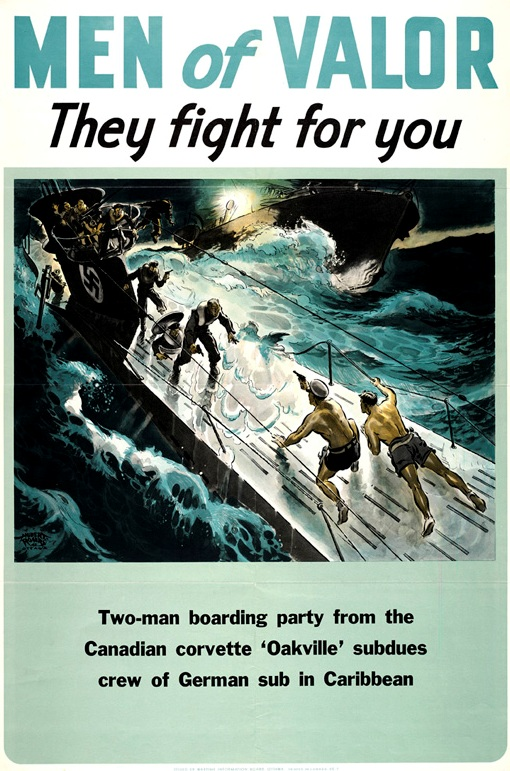
Capa do livro "Men of Valor"

O submarino esteve sob ataque em 7 de outubro de 1941, após afundar dois navios do Comboio ON-14. Foi perseguido por navios de escolta durante 4 horas e 98 cargas de profundidade foram lançados contra o u-boot, que danificado foi obrigado a retornar a base.
Em 28 de agosto de 1942 o U-94 quando navegava na superfície no Mar do Caribe, ao sul do Haiti, foi surpreendido e atacado com cargas de profundidade lançadas por um avião bombardeiro do tipo Consolidated PBY Catalina pertencente a Patrol Squadron 92 (VP-92) da Marinha dos Estados Unidos. O barco submergiu mas foi obrigado a retornar a superfície em consequência de pesadas avarias, ficando impossibilitado de mergulhar novamente. Um navio-patrulha que presenciou o ataque avisou a corveta HMCS Oakville (K-178) da Marinha Real Canadense que em uma ação de abalroado imobilizou a embarcação. Na sequência aconteceu uma ação de abordagem feita por dois marinheiros canadenses. O comandante Otto Ites foi ferido a bala assim como o maquinista do submarino. Os canadenses invadiram o interior do submergível com a intenção de salvar a máquina de códigos Enigma utilizado pelo submarino em suas comunicações radiofônicas. Esta ação não foi concluída pois o submarino nesta altura parcialmente inundado obrigou aos invasores e tripulação abandonarem o navio. Este ataque foi registrado em livro e utilizado como propaganda. Cinco sobreviventes do U-94 foram resgatados pelo HMCS Oakville (K-178) e outros 21  pelo contra-torpedeiro USS Lea (DD-118). Os prisioneiros foram levados para a Base Naval da Baía de Guantánamo em Cuba, e após interrogatório foram transferidos para os Estados Unidos aonde permaneceram até o final da guerra.

### Subordinação

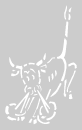
7. Unterseebootsflottille

O U-94 esteve baseado em Kiel no norte da Alemanha e em St. Nazaire na costa oeste da França, sob as ordens da 7. Unterseebootsflottille. A 7ª flotilha de combate da Kriegsmarine foi criada em janeiro de 1940, como sucessora da U-Flotilla Wegener. Com a tomada da França os submarinos desta unidade foram deslocados de St. Nazaire e passaram a operar a partir da Noruega até a rendição no final do conflito.
| Período                                      | Flotilha                  | Situação operacional | Base             |
| -------------------------------------------- | ------------------------- | -------------------- | ---------------- |
| 1 de agosto de 1940 - 31 de outubro de 1940  | 7. Unterseebootsflottille | AB                   | Kiel             |
| 1 de novembro de 1940 - 28 de agosto de 1942 | 7. Unterseebootsflottille | FB                   | Kiel/St. Nazaire |

### Patrulhas

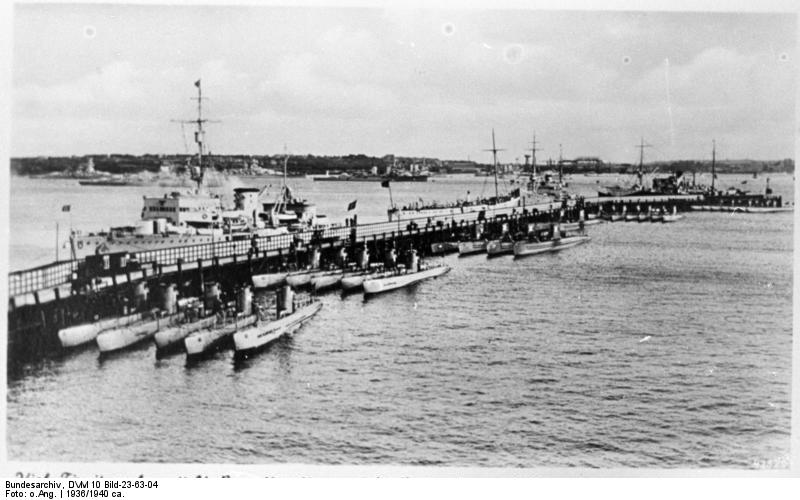
Base de Kiel, Alemanha (1936)

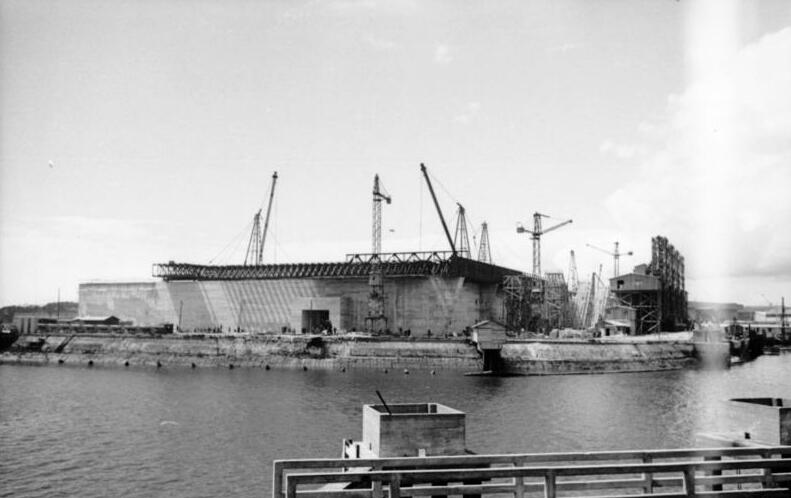
Construção da base de submarinos de Lorient, França (1942)

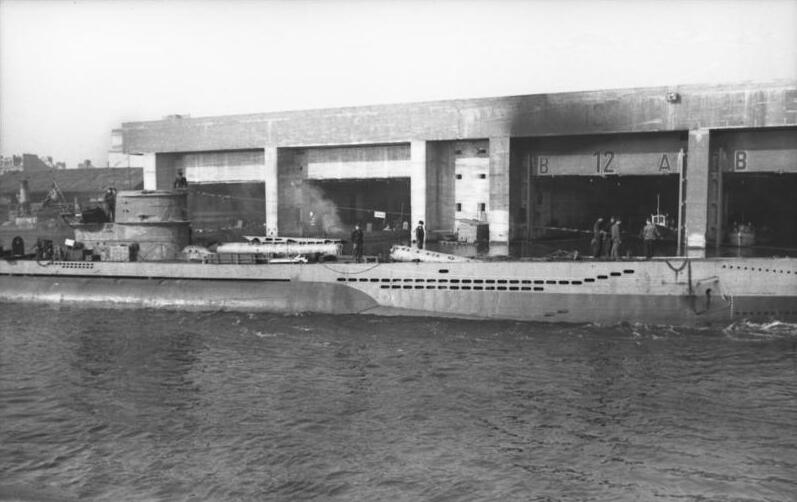
Casamata para proteção dos U-Boots na base de St. Nazaire, França (1943).

| 1     | Kptlt. Herbert Kuppisch | 20 de novembro de 1940  | Kiel (Alemanha)      | 31 de dezembro de 1940  | Lorient     | 42       | 18 053    |
| 2     | Kptlt. Herbert Kuppisch | 9 de janeiro de 1941    | Lorient (França)     | 19 de fevereiro de 1941 | Lorient     | 42       | 12 652    |
| 3     | Kptlt. Herbert Kuppisch | 29 de março de 1941     | Lorient              | 18 de abril de 1941     | Lorient     | 21       | 10 994    |
| 4     | Kptlt. Herbert Kuppisch | 29 de abril de 1941     | Lorient              | 4 de junho de 1941      | St. Nazaire | 37       | 26 767    |
| 5     | Kptlt. Herbert Kuppisch | 12 de julho de 1942     | St. Nazaire (França) | 16 de agosto de 1942    | St. Nazaire | 36       |           |
| 6     | Oblt. Otto Ites         | 2 de setembro de 1941   | St. Nazaire          | 15 de outubro de 1941   | Kiel        | 44       | 29 319    |
| 7     | Oblt. Otto Ites         | 12 de janeiro de 1942   | Kiel                 | 30 de janeiro de 1942   | St. Nazaire | 19       |           |
| 8     | Oblt. Otto Ites         | 12 de fevereiro de 1942 | St. Nazaire          | 2 de abril de 1942      | St. Nazaire | 50       | 21 809    |
| 9     | Oblt. Otto Ites         | 4 de maio de 1942       | St. Nazaire          | 23 de junho de 1942     | St. Nazaire | 51       | 30 280    |
| 10    | Oblt. Otto Ites         | 3 de agosto de 1942     | St. Nazaire          | 28 de agosto de 1942    | afundado    | 26       |           |
| Total | Total                   | Total                   | Total                | Total                   | Total       | 368 dias | 149 874 t |

### Navios afundados e danificados
- 26 navios afundados com um total de 141 852 GRT tonelagem de arqueação bruta
- 1 navio danificado com um total de 8 022 GRT [7][14]

Além da significativa destruição de navios mercante, os ataques do U-94 ocasionaram a morte de 490 tripulantes. Entre os 27 barcos atacados estão listados abaixo as embarcações com maior número de vítimas e de maior tonelagem.

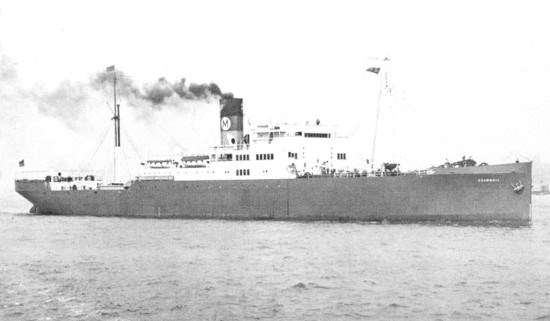
Cayrú antes de 1940 ainda como SS Scanmail.

| Data                 | Nome do navio                      | Toneladas | Nacionalidade | Comboio                                   | Vítimas fatais |
| -------------------- | ---------------------------------- | --------- | ------------- | ----------------------------------------- | -------------- |
| 20 janeiro de 1941   | SS Florian                         | 3 174     | Reino Unido   |                                           | 41             |
| 30 janeiro de 1941   | SS Rushpool                        | 5 125     | Reino Unido   | Comboio SC-19 (janeiro de 1941)           | 40             |
| 15 setembro de 1941  | SS Empire Eland                    | 5 613     | Reino Unido   | Comboio ON-14 (1 - 4 de abril de 1941)    | 38             |
| 15 setembro de 1941  | SS Newbury                         | 5 102     | Reino Unido   | Comboio ON-14 (1 - 4 de abril de 1941)    | 45             |
| 24 fevereiro de 1942 | SS Empire Hail                     | 7 005     | Reino Unido   | Comboio ON-66 (fevereiro - março de 1942) | 49             |
| 9 março de 1942      | SS Cayrú                           | 5 152     | Brasil        |                                           | 53             |
| 25 março de 1942     | MV Imperial Transport (danificado) | 8 022     | Reino Unido   | Comboio ON-77 (março de 1942)             | 0              |
| 5 junho de 1942      | FV Maria da Glória                 | 320       | Portugal      |                                           | 36             |
| 10 junho de 1942     | SS Ramsay                          | 4 855     | Reino Unido   | Comboio ONS-100 (8 - 12 de junho de 1942) | 40             |

SS (steam ship) - navio a vapor. 

MV (motor vessel) - navio a motor. 

FV (Fish vessel) - barco de pesca.

### Operações conjuntas de ataque
Durante a Segunda Guerra a Kriegsmarine na Batalha do Atlântico e a Marinha dos Estados Unidos na Guerra do Pacífico utilizaram uma tática de combate para ações conjuntas de seus submarinos conhecida como Rudeltaktik (em alemão) ou Wolf pack (em inglês). A tática copia o modelo de ataque e cerco utilizado por uma mantilha de lobos.
O u-boot U-94 participou de diversas operações de ataque combinado durante a sua carreira que receberam os seguintes codinomes:
- West (8 de maio de 1941 - 29 de maio de 1941) com a participação de 23 submarinos.
- Süd (22 de julho de 1941 - 5 de agosto de 1941) 4 u-boots em operação conjunta.
- Seewolf (5 de setembro de 1941 - 15 de setembro de 1941) atuação de 17 embarcações.
- Brandenburg (15 de setembro de 1941 - 29 de setembro 1941) 11 submarinos presentes na operação.
- Robbe (17 de janeiro de 1942 - 24 de janeiro de 1942) 4 u-boots em operação conjunta.
- Hecht (8 de maio de 1942 - 16 de junho de 1942) 9 subamrinos convicados para a operação conjunta.